# Zavarljivost
Zavarljivost je jedan ključni pojam u zavarivačkoj tehnologiji, a odnosi se kako na osnovni i dodatni materijal, tako i na zavarivani proizvod ili strukturu, parametre, režim i postupak zavarivanja. To je, zapravo, jedno vrlo složeno svojstvo i nije ga jednostavno točno odrediti. Zavarljivost je sposobnost materijala, da se pri određenim povoljnim uvjetima zavarivanja ostvari kontinuirani zavareni spoj, koji će svojstvima udovoljiti predviđenim uvjetima i vijeku primjene. Na zavarljivost metala utječu: kemijski sastav (poglavito udio legirnih elemenata i mogućih nečistoća), dimenzije dijelova koji se zavaruju, vrsta dodatnog materijala, priprema spoja za zavarivanje, i drugo.
Pojednostavljeno, može se uzeti da je zavarljivost svojstvo zavarivanog metala koje pokazuje da se određenim postupkom zavarivanja može ostvariti homogeni spoj, koji će udovoljiti predvidenim uvjetima i vijeku uporabe zavarenog proizvoda ili strukture. Nema opće zavarljivosti nekog metala. Ona se mora utvrditi za svaki pojedini postupak zavarivanja, dodatni materijal, vrstu spoja, predviđenu namjenu proizvoda ili strukture, odnosno za svaki slučaj zavarivanja posebice.
Homogenost se zavarenog spoja može narušiti, prije svega, pojavom pukotina, nemetalnih uključaka i poroznosti, pa se zavarljivost metala često ocjenjuje na temelju sklonosti pojavi pukotina. Zahtjevi za dobro zavarljive čelike su: zadovoljavajuća žilavost osnovnog metala;  kemijski sastav mora biti takav da nakon hlađenja ne dolazi do porasta krhkosti; što manje ugljika jer ugljik utječe na porast zakaljivosti, tvrdoće i krhkosti; samo čelici dobiveni u zatvorenim pećima (Siemens-Martinov postupak).

## Procjena zavarljivosti čelika
Kod konstrukcijskih čelika, pojam zavarljivosti uglavnom se odnosi na nepojavljivanje pukotina u zoni utjecaja topline. Bolje zavarljivi čelici su s manje od 0,24% ugljika, uz posebne mjere kao npr. predgrijavanje, dogrijavanje, i slično. Predgrijavanje, pored ostaloga, otklanjanja vlagu sa spojnih dijelova prije zavarivanja, smanjuje odvođenje topline u okolne zone i usporava hlađenje nakon zavarivanja.

### Ekvivalent ugljika
Na zavarljivost čelika utječu i drugi elementi, pa se jedna približna procjena zavarljivosti temelji prvenstveno na kemijskom sastavu i izračunu ekvivalentnog sadržaja ugljika, tzv. ekvivalent ugljika CE. Pojedini legirajući elementi kao što su mangan, krom, vanadij, molibden, nikal, i drugi imaju sličan, ali relativno manji utjecaj od ugljika. Mangan povisuje čvrstoću, tvrdoću i kaljivost čelika. Nečistoće (sumpor i fosfor) snizuju zavarljivost i povećavaju opasnost od pojave pukotina. Kod izračuna ekvivalentnog sadržaja ugljika koristi se sljedeći empirijski model za uobičajene brodograđevne i druge ugljične čelike normalne čvrstoće:
{\displaystyle CE=\%C+{\frac {\%Mn}{6}}}
U praksi nema idealno zavarljivih čelika, pa tako niti čelika koji se baš nikako ne mogu zavariti. Sve bi čelike mogli grubo razvrstati među:
- Dobro zavarljivi: Č. 1216;
- Ograničeno zavarljivi: Č. 0216, Č. 0363, Č. 0362, Č. 0361, Č. 0461, Č. 0471, Č. 0483, Č. 0482, Č. 0481, Č. 0563, Č. 0562, Č. 0561;
- Loše zavarljivi: Č. 0000, Č. 0460, Č. 0545, Č. 0645, Č. 0745.

Značajno je da se dodavanjem ugljika čeliku poboljšavaju mehanička svojstva, ali se pogoršava njegova zavarljivost. Na zavarljivost ugljičnih i niskolegiranih čelika utječe i debljina zavarivanih dijelova. Što je veća debljina, brže se odvodi toplina u okolne zone zavarivanog spoja, pa to rezultira većom brzinom hlađenja i mogućnošću pojave pukotina.  Nije dobro upuštati se u zavarivanje čelika čiji kemijski sastav nije poznat. Uzorak strugotine ne smije se uzimati s površina limova, već obvezno na presjeku po čitavoj debljini. Zbog pojave tzv. segregacije, kemijski sastav često nije ujednačen po presjeku lima. Segregacija se javlja pri lijevanju i valjanju čelika u užarenom stanju, kada se u središnjem dijelu posljednje skrućuju faze s najnižim talištem, odnosno eutektici s povećanim sadržajem, prije svega, sumpora i ugljika. U praksi se obvezno pristupa žlijebljenju i otklanjanju korijenog zavara, jer je njegov metal znatno onečišćen i oslabljen ulaskom sumpora i ugljika iz zavarivanog čelika. Nešto je povoljnija situacija u slučaju zavarivanja kutnog zavarenog spoja.

### Pojava pukotina
Postoji dosta vrsta čelika kod kojih se pri zavarivanju mogu pojaviti pukotine. Te su pukotine, najčešće, rezultat:
- stvaranja područja povišene tvrdoće i niske žilavosti u zoni utjecaja topline, a tvrdoća i žilavost u uskoj su sprezi sa sadržajem ugljika i drugih legirajućih elemenata u sastavu čelika, te s brzinom hladenja;
- veće brzine hlađenja kod zavarivanja debljih dijelova, kao i kod nižih temperatura zavarivanog metala;
- povećane otopivost vodika, kod viših temperatura, u talini metala zavara i u zoni utjecaja topline;
- dodatna naprezanja nastala u ukrućenim, odnosno upetim strukturama, a uz pojavu tzv. zakašnjelih pukotina, i drugo.

Za sprječavanje pojave pukotina postoje sljedeće mogućnosti:
- smanjenje ukupne krutosti zavarivanog čvora, odnosno strukture;
- smanjenje količine apsorbiranog vodika;
- smanjenje brzine hlađenja;
- primjena odgovarajućih parametara, toplinskog režima i redoslijeda zavarivanja, i drugo.

Otapanje vodika kod povišenih temperatura vrlo je intenzivno, tako da 100 grama rastaljenog čelika može apsorbirati čak i 10 do 12 ml vodika u atomnom stanju. U praksi se, najčešće, koriste mogućnosti kontroliranja unosa topline ili toplinskog režima zavarivanja i, napose, predgrijavanja. Trajanje hlađenja metala zavara nakon zavarivanja ovisi o: početnoj temperaturi taline metala zavara; temperaturi okoline; debljini zavarivanih dijelova; duljini položenog zavara; međuprolaznoj temperaturi kod višeprolaznog, odnosno višeslojnog zavarivanja; temperaturi predgrijavanja; veličini zone predgrijavanja, itd.

### Predgrijavanje
Predgrijavanje predstavlja zagrijavanje zavarivanog metala do određene temperature iznad temperature okoline, prije početka zavarivanja, i održavanje te temperature tijekom zavarivanja. Predgrijavanje se može vršiti u posebnim pećima, s elektrootpornim uređajima i omotačima, elektroindukcijski, pomoću plamena, i drugo. Predgrijavanje je potrebno kada: zavarivanje izvodimo kod niskih temperatura okolnog zraka (npr. ispod 5 ºC); zavarivani metal ima visoku toplinsku vodljivost (npr. bakar i aluminij); zavarivani sklop čine dijelovi veće ukrućenosti, kao i većih debljina (npr. 30 mm i više); želimo postići potpuno metalurško stvaranje metala zavara i zone utjecaja topline; sporije hlađenje i lakši izlazak otopljenih plinova poglavito vodika, i drugo.
Orijentacijski, kada kod nelegiranih i niskolegiranih čelika vrijednost ekvivalenta ugljika prelazi 0,40 do 0,45%, potrebno je predgrijavati i povisiti temperaturu zavarivanog sklopa. Najčešće se temperature predgrijavanja kreću od 80 ºC do 250 ºC, za vrijednosti ekvivalenta
ugljika do 0,55%; odnosno 250 ºC do 350 ºC za vrijednosti iznad 0,55%. Postoji više načina izračunavanja potrebne temperature predgrijavanja, ali svi oni daju samo orijentacijske vrijednosti za određeni kemijski sastav čelika i ne mogu se pouzdano koristiti kao opće važeće vrijednosti za svaki korišteni čelik. 
Pored potrebne temperature predgrijavanja, često se postavlja ograničenje za najvišu dostignutu temperaturu zavarivanog metala između dva prolaza električnim lukom ili drugim izvorom topline. To je, zapravo, najviša dopustiva temperatura predgrijavanja ili tzv. meduprolazna temperatura, a kontrolira se prije polaganja sljedećeg zavara.

## Zavarljivost pojedinih materijala
Zavaraljivost se može biti: dobra (ako se može zavarivati bez specijalnih predradnji i mjera opreza), slaba (ako su potrebne specijalne predradnje i mjere opreza, na primjer predgrijavanje zbog mogućnosti nastanka pukotina) i jako slaba zavarljivost (ako su potrebna takve predradnje i mjere opreza da praktički nije moguće izvesti zavarivanje koje bi bilo ekonomski prihvatljvo). Zahtjevi za dobru zavarljivost su: 
- zadovoljavajuća žilavost osnovnog materijala i nakon zavarivanja,
- zadovoljavajuća krhkost,
- postotak ugljika što manji jer utječe na porast zakaljivosti, tvrdoće i krhkosti,
- najprihvatljiviji su čelici dobiveni u Siemens-Martinovim pećima.

### Zavarljivost nelegiranih konstrukcijskih čelika
Ovi čelici se dobro zavaruju bez posebnih mjera opreza ako: nemaju veći sadržaj ugljika od 0,25%, količina nečistoća nije prevelika, radni komadi nemaju preveliku masu ili velike debljine, konstrukcija nije ukrućena. Prije zavarivanja velikih radnih komada i čelika s povećanim sadržajem ugljika koristi se postupak predgrijavanja. To je potrebno radi smanjenja intenziteta odvoda topline kako bi se izbjeglo zakaljivanje (otvrdnjavanje) prijelazne zone zavara. Pri zavarivanju ovih čelika koriste se bazične elektrode i redoslijed zavarivanja koji smanjuje zaostala naprezanja. Radi smanjenja zaostalih naprezanja zavara preporuča se odžarivanje opterećenih konstrukcija, poput parnih kotlova i posuda pod tlakom.

### Zavarljivost niskolegiranih konstrukcijskih čelika
Tri glavne skupine ovih čelika su: 
- pogodni za zavarivanje ugljično manganski čelici (do 0,22 % C i do 1,6 % Mn) koriste se bazične elektrode, porebno je predgrijavanje ako se radi o većim debljinama,
- manje pogodni za zavarivanje čelici s dodacima mangana i nikla koriste bazične elektrode s dodacima mangana i nikla i obavezno je predgrijavanje,
- nepogodni čelici za zavarivanje s dodacima kroma, nikla, vanadija i molibdena, koji su skloni zakaljivanju i stvaranju pukotina. Obvezno je predgrijavanje uz kontrolu temperature. Koriste se bazične elektrode s istim legirajućim elementima kao i osnovni metal. Obvezna je toplinska obrada nakon zavarivanja.

Niskolegirani ili sitnozrnati čelici povišene čvrstoće su dobro zavarljivi uz predgijavanje, pravilan odabir elektrode i tehnike rada i redoslijeda zavarivanja, sprečavanje ulaska vodika u materijal zavara, očuvanje sitnozrnate strukture na granici zone utjecaja topline, gdje naročito postoji sklonost zakaljivanju, okrupnjavanju zrna i pojavi pukotina.

### Zavarljivost visokolegiranih nehrđajućih konstrukcijskih čelika
Nehrđajući čelici sadrže od 12 do 36 % kroma, a mogu biti dodatano legirani s niklom i molibdenom. Dva su osnovna problema pri njihovom zavarivanju:
- veliki afinitet kroma i kisika uzrokuje stvaranje debelih oksidnih slojeva na površini taline zavara, koji ulaskom u talinu zavara značajno smanjuju njegovu kvalitetu. Stoga tehnologija zavarivanja ovih čelika štiti zavar od pristupa kisika;
- veliki afinitet kroma prema ugljiku uzrokuje stvaranje kromovog karbida na granicama kristala, što smanjuje njegovu količinu u tim područjima, a time slabi otpornost prema koroziji. Zbog toga sadržaj ugljika mora biti vrlo mali od 0,03 do 0,06%.

Prilikom zavarivanja cijevi od nehrđajućeg čelika unutrašnjost cijevi se ispuni s neutralnim (inertnim) plinom radi zaštite površine zavara na strani korijena. Opća pravila za zavarivanje nehrđajućih čelika su: 
- mjesto zavarivanog spoja mora biti čisto i glatko obrađeno (bez masnoća, vlage i drugih nečistoća);
- alati i brusne ploče ne smiju sadržavati karbide, već se koriste aluminijski oksidi;
- feritni martenzitni čelici se obavezno predgrijavaju;
- odabir dodatnog materijala je vrlo važan i drugo.

### Zavarljivost sivog lijeva
Osnovni problem zavarivanja sivog lijeva je njegova mala istezljivost. Sivi lijev ne podnosi plastične deformacije koje se javljaju prilikom grijanja i hlađenja kod zavarivanja. Prijelaz taline sivog lijeva u kruto stanje je vrlo brz, tako da se plastično međustanje gotovo i ne pojavljuje. Naglim hlađenjem dolazi do otvrdnjavanja u zoni utjecaja topline, kao i do pojave napuklina. Pucanje zavarivanog komada od sivog lijeva sprječava se predgrijavanjem izratka plinskim plamenom ili u pećima do crvenila odljevka oko 600 ºC i postupnim hlađenjem, prekrivanjem zavara (npr. zagrijanim pijeskom) kako bi se postigla brzina hlađenja od 50 do 100 ºC/h. Zavarivanje sivog lijeva najčešće se izvodi ručnim elektrolučnim postupkom, a moguće je i plinskim plamenom (preporuča se za manje dijelove). Kod elektrolučnog postupka zavaruje se kratkim nanosim od 20 do 30 mm, širine 5 do 6 mm. Okolni materijal se ne bi smio zagrijati iznad 70 do 80 ºC. Zavaruje se od sredine prema krajevima pripremljenog spoja.

### Zavarljivost aluminija
Aluminij i njegove legure mogu se zavarivati gotovo svim postupcima zavarivanja. Vrlo učinkovito se koristi zavarivanje TIG postupkom i zavarivanje MIG postupcima zavarivanja, a moguće je zavarivanje i plinskim plamenom. Problemi koji se javljaju kod zavarivanja aluminijevih slitina su:
- izražena sklonost oksidaciji, stvara se Al2O3 koji ima visoku temperaturu tališta od 2037 ºC, veliku gustoću i teško se izdvaja iz taline. Čisti aluminij ima talište 660 ºC;
- pojava poroznosti, koje se javljaju ulaskom vodika u rastaljeni metal. Izvori vodika su vlaga i nečistoće na površini zavara, dodatnog materijala i obloge elektrode. Zbog toga je potrebno temeljito četkanje površina pripremljenih za zavarivanje i topitelja u obliku praška ili paste;
- vrlo visoka toplinska vodljivost aluminijevih slitina (od 4 do 5 puta veća od čelika);
- kada se zavareni spoj ohladi, potrebno je s njegove površine ukloniti četkom i toplom vodom ostatake topitelja, koji jako nagrizaju aluminij, s jedne i druge strane zavara.

### Zavarljivost bakra
Postižu se dobri rezultati zavarivanja s TIG i MIG postupcima zavarivanja. Zavarivanje plinskim plamenom nije pogodno, a moguće je zavarivanje električnim lukom s odgovarajućim obloženim elektrodama, pri čemu električni luk mora biti vrlo kratak kako bi plinski zaštitni omotač bio što gušći. Osnovne poteškoće pri zavarivanju bakrenih slitina su: 
- izuzetno visoka toplinska vodljivost bakra (6 puta veća od čelika) zahtjeva da se na mjesto zavara mora dovoditi znatno veća količina topline. Zavarni sklop je potrebno izolirati radi sprječavanja odvođenja topline, npr. šamotnim opekama;
- veliki afinitet bakra u rastaljenom stanju s kisikom i vodikom ima štetni utjecaj na kvalitetu zavara. Nakon obvezatnog čišćenja površina zavarivanog spoja mora se osigurati dobra zaštita taline, uz upotrebu topitelja, npr. boraksa ili smjese boraksa i borne kiseline. Kod plinskog zavarivanja se koristi neutralni plamen (omjer kisika i acetilena je 1:1);
- slitine bakra sadrže cink koji stvara opasne cinkove pare. Stoga se zavarivač mora zaštititi, a radno mjesto dobro prozračiti i koristiti ventilaciju;
- velika žitkost taline zahtjeva izvođenje zavarivanja samo u položenom položaju;
- znatno širenje i stezanje materijala uzrokuje pojavu zaostalih unutarnjih naprezanja i deformacija zavarenih komada.[4]